# فرودگاه بین‌المللی کپ. فاپ جوسه برندزینو کویینونس گونزالس
فرودگاه بین‌المللی کپ. فاپ جوسه برندزینو کویینونس گونزالس (به انگلیسی: Cap. FAP José A. Quiñones Gonzáles International Airport) یک فرودگاه همگانی با کد یاتا CIX است که یک باند فرود آسفالت دارد و طول باند آن ۲۵۱۹ متر است. این فرودگاه در کشور پرو قرار دارد و در ارتفاع ۳۰ متری از سطح دریا واقع شده‌است.